# Vasco Núñez de Balboa
 (juillet 2024).
Pour les articles homonymes, voir Núñez et Balboa.
Vasco Núñez de Balboa est un conquistador espagnol né à Jerez de los Caballeros (Royaume de Castille) vers 1475 et mort à Acla, au Panama actuel, le 15 janvier 1519. Il est le premier Européen à avoir découvert l'océan Pacifique depuis sa côte orientale en 1513. La fondation d'une ville permanente sur les terres continentales américaines lui assure autant la célébrité qu'une mention dans les manuels.

## Biographie
Vasco Núñez de Balboa descend des seigneurs du château de Balboa, près de Villafranca del Bierzo, dans la province de León actuelle. Son père était peut-être l'hidalgo Nuño Arias de Balboa, et l'identité de sa mère est plus incertaine encore (c'était peut-être une femme de La Antigua, de la vallée de laquelle le père de Vasco proviendrait directement, ou une dame de l'Estrémadure sur laquelle on n'a pas d'autres données). On n'a pas non plus de certitudes sur son enfance.
Dans l'adolescence, il sert de page et d'écuyer à Pedro de Portocarrero (es), seigneur de Moguer. En 1500, encouragé par son seigneur, qui lui relate les péripéties des expéditions de Christophe Colomb vers le Nouveau Monde, il décide d'entreprendre son premier voyage en Amérique en prenant part à l'expédition de Rodrigo de Bastidas. En 1501, il parcourt les côtes de la mer des Caraïbes de l'est du Panama au cap de la Vela, dans la Colombie actuelle, via le golfe d'Urabá. Grâce aux gains qu'il réalise dans cette campagne, il se retire en 1502 sur l'île d'Hispaniola, y achète une propriété et y réside plusieurs années en se livrant à l'agriculture. Il n'a toutefois pas de chance dans ce domaine et finit par s'endetter à tel point qu'il se voit contraint d'abandonner sa propriété.
En 1508, le roi Ferdinand le Catholique ouvre à la concurrence la conquête de la Tierra Firme. Deux nouveaux gouvernorats sont créés sur les terres comprises entre le cap de la Vela (dans la Colombie actuelle) et le cap Gracias a Dios (actuellement à la frontière du Honduras et du Nicaragua) et se voient donner le golfe d'Urabá pour limite commune : la Nouvelle-Andalousie, à l'est, gouvernée par Alonso de Ojeda, et le gouvernorat de Veragua, à l'ouest, gouverné par Diego de Nicuesa.
En 1509, désireux d'échapper à ses créanciers à Saint-Domingue, Núñez de Balboa s'embarque clandestinement (dans un tonneau avec son chien Leoncico) lors de l'expédition commandée par l'alcalde mayor (es) de la Nouvelle Andalousie, Martín Fernández de Enciso, qui part à la rescousse du gouverneur Alonso de Ojeda, son supérieur.
Avec 70 hommes, Alonso de Ojeda a précédemment fondé la colonie de San Sebastián de Urabá en Nouvelle Andalousie. Près de cet établissement résident cependant beaucoup d'autochtones belliqueux qui utilisent des armes empoisonnées, et Ojeda a été blessé par une pierre. Peu après, il a regagné Hispaniola et laissé l'établissement sous la garde de Francisco Pizarro, qui n'est alors qu'un soldat courageux qui attend l'arrivée de l'expédition d'Enciso. Ojeda a demandé à Pizzaro de tenir la colonie cinquante jours avec quelques hommes ou, sinon, d'employer tous les moyens pour regagner Hispaniola.
Avant l'arrivée de l'expédition à San Sebastián de Urabá, Fernández de Enciso découvre Núñez de Balboa à bord et menace de l'abandonner sur la première île déserte. Mais il décide finalement de le garder à la demande de son équipage, après qu'on l'eut persuadé de l'utilité du clandestin qui connaissait la région pour l'avoir explorée huit ans plus tôt. En fait, les deux protagonistes s'accordent pour éliminer Nicuesa du gouvernorat de Veragua.

### Fondateur de Santa María la Antigua del Darién
Une fois les 50 jours écoulés, Pizarro se prépare à retourner à Hispaniola lorsque l'embarcation de Fernández de Enciso arrive. Núñez de Balboa est devenu populaire parmi ses compagnons grâce à son charisme et à sa connaissance du territoire. En revanche, Fernández de Enciso provoque plutôt le mécontentement de ses hommes, car, en sa qualité d’alcalde mayor, il ordonne le retour à San Sebastián, où, à leur grande surprise, la colonie est totalement détruite et où les autochtones les attendent et commencent à les attaquer sans relâche.
Comme le territoire est dangereux, Núñez de Balboa propose de déménager la colonie de San Sebastián vers la région de Darién, à l'ouest du golfe d'Urabá, où la terre est plus fertile et où les autochtones sont moins belliqueux. Fernández de Enciso prend cette proposition au sérieux. Plus tard, le régiment déménage dans cette région, où les attendent le cacique Cémaco et 500 guerriers prêts à combattre. Apeurés, les Espagnols jurent à la Virgen de la Antigua (es), vénérée à Séville, de donner son nom à un village de la région s'ils sortent victorieux de la bataille. La victoire est âprement disputée par les deux forces, mais les Espagnols la remportent par un coup de chance.
Cémaco, qui est le maître de la région, et ses combattants, abandonnent le village et se retirent dans la jungle de l'arrière-pays. Les Espagnols décident alors de mettre à sac les habitations et amassent un grand butin composé de bijoux en or. En échange, Núñez de Balboa tient promesse et fonde en septembre 1510 la première colonie permanente de la Tierra Firme, Santa María la Antigua del Darién, dans la Colombie actuelle.

### Alcalde de Santa María
Le triomphe des Espagnols sur les autochtones et la fondation postérieure de Santa María la Antigua del Darién en un lieu relativement calme donnent de l'autorité à Vasco Núñez de Balboa sur ses compagnons, qui en ont assez de l’alcalde mayor Fernández de Enciso, qu'ils qualifient de despote et d'avare à cause des restrictions qu'il a imposées sur l'or, qui est l'objet de l'avidité des colons.
Núñez de Balboa profite de la situation en se faisant le porte-parole des colons mécontents et recourt à la loi pour destituer Fernández de Enciso de la charge de dirigeant de la ville avec une preuve solide : en tant que remplaçant d'Ojeda, Fernández de Enciso dirige une région qui se trouve au Veragua, à l'ouest du golfe d'Urabá (limite des deux gouvernorats). Son mandat étant illégitime parce que le gouverneur est Nicuesa et non Ojeda, Fernández de Enciso doit être destitué et arrêté. Après la destitution, est établi un cabildo abierto (conseil communal élargi) ouvert, une administration municipale est élue (la première du continent américain) et deux alcades sont désignés[Par qui ?] : Martín Samudio et Vasco Núñez de Balboa.
Peu après, une flottille dont l'objectif est de rencontrer Nicuesa, qui est aussi en difficulté quelque part dans le nord du Panama, arrive à Santa María. Quand il apprend les faits, son commandant, Rodrigo Enrique de Colmenares, persuade les colons de la ville qu'ils doivent se soumettre à l'autorité de Nicuesa puisqu'ils se trouvent dans son gouvernorat. Il invite deux représentants que le cabildo nommera pour accompagner la flottille et offrir le contrôle de la ville à Nicuesa. Les deux représentants nommés sont Diego de Albites et Diego del Corral.

### Gouverneur de Veragua
Enrique de Colmenares trouve Nicuesa, assez grièvement blessé, avec peu d'hommes près de Nombre de Dios, à la suite d'une escarmouche avec les autochtones de la région. Après le sauvetage, le gouverneur entend parler des exploits de Núñez de Balboa, du butin du cacique Cémaco et de la prospérité de Santa María. Il réagit en promettant punitions et expropriations lorsqu'il prendra le contrôle de la ville, car il voit dans le geste de Núñez de Balboa une usurpation de son autorité au Veragua.
Les représentants de Santa María sont persuadés par Lope de Olano, qui est emprisonné avec quelques mécontents, qu'ils vont commettre une grave erreur s'ils remettent le contrôle de la ville à Nicuesa, qui est qualifié d'avare et de cruel et est capable de ruiner la prospérité de cette dernière. Ce témoignage pousse de Albites et del Corral à fuir au Darién avant l'arrivée de Nicuesa et à informer tant Núñez de Balboa que les autres autorités municipales des intentions du gouverneur.
À l'arrivée de Nicuesa au port de la ville, une foule se forme et déchaîne un tumulte qui empêche le gouverneur de débarquer. Nicuesa insiste pour être reçu non en qualité de gouverneur, mais en simple soldat. Et même là, les colons refusent qu'il débarque en ville. À la place, il est obligé d'embarquer sur un bateau en mauvais état et avec peu de provisions avec 17 autres personnes et de prendre la mer le 1er mars 1511. Le bateau disparaît sans laisser de trace de Nicuesa et de ses compagnons, et Núñez de Balboa obtient ainsi la charge de gouverneur de Veragua.

### Conquistador

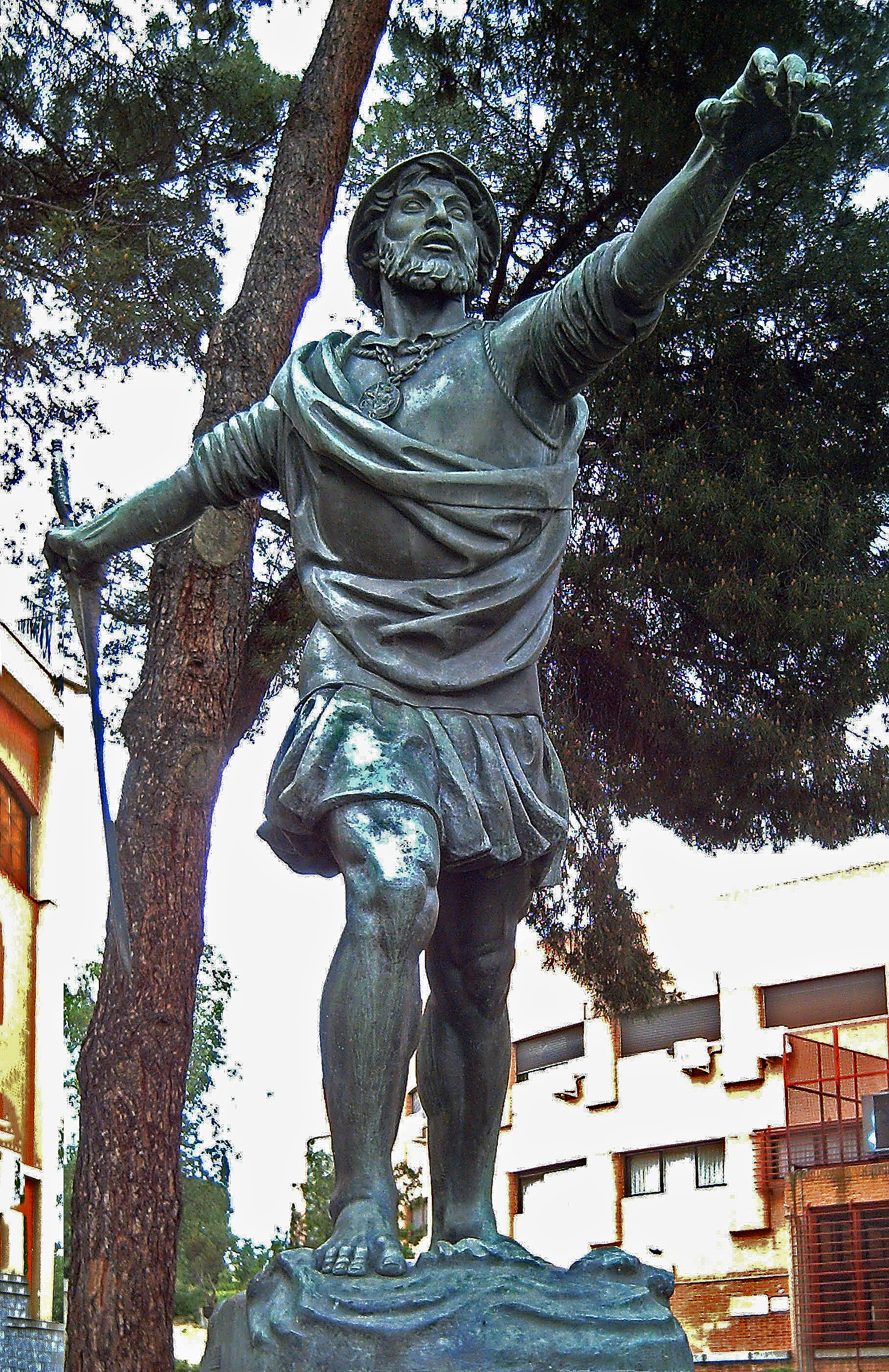
Statue de Vasco Núñez de Balboa à Madrid (, 1954).

Après l'expulsion et la disparition de Diego de Nicuesa, Núñez de Balboa obtient la charge de gouverneur et, avec elle, le commandement absolu de Santa María et du Veragua. L'une des premières mesures qu'il prend consiste à juger Fernández de Enciso pour le délit d'usurpation de pouvoir. Il le condamne à la prison et confisque ses biens, mais le remet plus tard en liberté à condition qu'il retourne à Hispaniola pour rentrer en Espagne. Sur le même bateau, il y a deux représentants de Núñez de Balboa, qui expliqueront tous les succès de la colonie et qui ont ordre de demander plus d'hommes et de provisions pour poursuivre la conquête du Veragua.
Entretemps, Núñez de Balboa commence à montrer sa facette de conquistador en s'embarquant à l'ouest, en parcourant l'isthme de Panama et en soumettant diverses tribus autochtones. Il renforce ses liens d'amitié avec d'autres tribus en tentant de remonter des fleuves, des montagnes et des marais malsains à la recherche d'or et d'esclaves, ainsi que d'étendre ses domaines. Il arrive aussi à réprimer les révoltes de divers Espagnols qui défient son autorité. Sa force, sa diplomatie et son pouvoir de conciliation inspirent du respect et de la crainte parmi les autochtones. Ironiquement, il écrit dans une lettre envoyée au roi d'Espagne : « He ido adelante por guía y aun abriendo los caminos por mi mano (J'ai avancé en guide et ouvert encore les chemins de ma main). »
Núñez de Balboa réussit à planter du maïs et reçoit des provisions d'Hispaniola et d'Espagne. Il fait en sorte que ses soldats s'habituent à la vie des explorateurs des terres coloniales. Il réussit à amasser beaucoup d'or, surtout celui des bijoux des femmes autochtones, et le reste par la violence. En 1513, il écrit une longue lettre au roi d'Espagne pour lui demander plus d'hommes acclimatés à Hispaniola, des armes, des provisions, des charpentiers pour construire des navires et le matériel nécessaire pour construire un chantier naval. En 1515, dans une autre lettre, il parle de sa politique humanitaire envers les autochtones tout en conseillant de punir les tribus cannibales ou craintes avec une extrême sévérité.
À la fin de 1512 et au début de 1513, Núñez de Balboa arrive à une comarque dominée par le cacique Careta, le soumet et s'en fait ensuite un ami. Le cacique reçoit le baptême et conclut une alliance avec Núñez de Balboa, ce qui assure la subsistance de la colonie puisque le cacique promet d'aider les Espagnols à se nourrir. Le conquistador poursuit sa conquête et arrive aux terres du voisin et rival de Careta, le cacique Ponca. Celui-ci s'enfuit de sa comarque et se réfugie dans les montagnes, laissant les Espagnols et leurs alliés autochtones relevant de Careta mettre à sac et détruire les habitations de la comarque. Peu après, le conquistador se dirige vers le territoire fertile mais très sauvage du cacique Comagre. Mais à leur arrivée, les Espagnols sont reçus si pacifiquement qu'ils sont invités à un banquet. De même, Comagre se fait baptiser.
C'est dans cette comarque que Núñez de Balboa entend parler pour la première fois d'une autre mer, et ce, parce que les Espagnols se plaignent du peu d'or que chacun d'eux recevra. Irrité par leur avarice, le fils aîné de Comagre, Panquiaco, flanque par terre la balance qui sert à peser l'or et réplique : « Si vous désirez de l'or au point d'abandonner vos terres pour venir troubler une terre étrangère, je vous montrerai une province où vous pourrez satisfaire ce désir à pleines mains. » Il parle d'un royaume situé au sud où les gens sont si riches qu'ils se servent de vaisselle et d'ustensiles en or pour boire et manger, et ajoute qu'il faudra au moins mille hommes pour vaincre les tribus de l'arrière-pays et les habitants du littoral de l'autre mer.

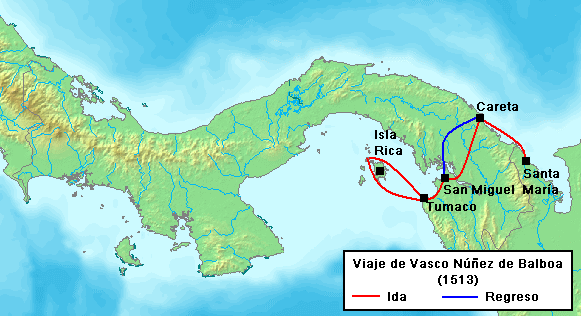
Expédition de Balboa vers le Pacifique en 1513 (aller en rouge, retour en bleu)

### Découverte de la mer du Sud
Núñez de Balboa prête une grande attention à la rumeur inespérée d'une nouvelle mer riche en or. Il décide de retourner à Santa María au début de 1513 pour disposer d'un plus grand nombre d'hommes en provenance d'Hispaniola et y arrive pour apprendre que Fernández de Enciso a fait accepter sa version des événements de Santa María aux autorités coloniales. Núñez de Balboa envoie donc directement Enrique de Colmenares en Espagne pour chercher de l'aide, vu qu'il n'obtient pas de réponse des autorités d'Hispaniola.
Entretemps, des expéditions à la recherche de la fameuse mer s'organisent à Santa María. Certains remontent le río Atrato sur dix lieues sans succès. En Espagne, la cour rejette la demande d'hommes et de provisions supplémentaires, car elle connaît déjà l'histoire de Fernández de Enciso. Núñez de Balboa n'a donc plus d'autre choix que d'employer les rares ressources qu'il a dans la ville pour découvrir cette mer.
Suivant divers rapports de caciques amis, Núñez de Balboa entreprend de traverser l'isthme de Panama le 1er septembre 1513 avec 190 Espagnols, quelques guides autochtones et une meute de chiens. À bord d'un petit brigantin escorté de dix canoës autochtones, ils arrivent par la mer aux terres du cacique Careta et, le 6, avancent avec un contingent de mille « sujets » de Careta vers le territoire de Ponca, qui s'est réorganisé, vainquent ce dernier, le soumettent et concluent une alliance avec lui. Après quelques jours, avec quelques hommes de Ponca, ils montent le 20 dans la forêt épaisse et arrivent le 24, après quelques difficultés, aux terres du cacique Torecha, qui domine le village de Cuarecuá. Une bataille féroce et continue s'y déchaîne. Torecha est vaincu et meurt au combat. Les hommes de Torecha décident alors de s'allier à Núñez de Balboa, mais une grande partie des membres de l'expédition étant épuisés ou ayant été grièvement blessés au combat, la plupart décident de faire une pause à Cuarecuá.

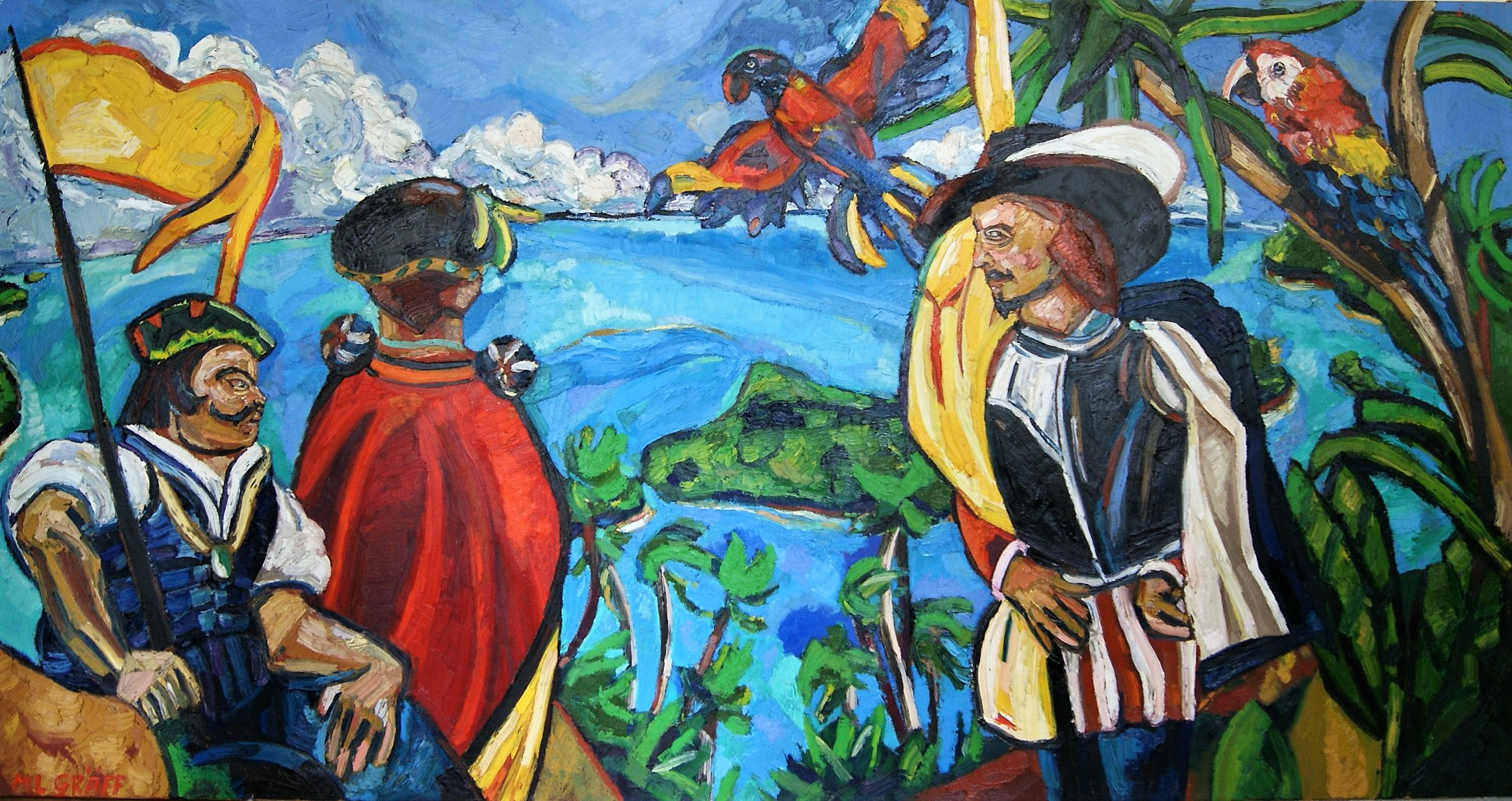
Découverte du Pacifique par Vasco Núñez de Balboa, Panama – 25 septembre 1513, 11h, peinture de Matthias Laurenz Gräff (2009/10)

Le 25 septembre 1513, les quelques personnes qui suivent Núñez de Balboa progressent vers la cordillère du río Chucunaque. D'après les récits des autochtones, la mer se voit du sommet de cette cordillère, de sorte que Núñez de Balboa devance le reste des expéditionnaires et réussit avant midi à atteindre le sommet et à voir les eaux de la mer inconnue au loin. L'émotion est telle que les autres s'empressent de montrer leur joie et leur bonheur devant la découverte de Núñez de Balboa. Le chapelain de l'expédition, le clerc Andrés de Vera, arrive à entonner le Te Deum pendant que le reste des hommes érige des pyramides de pierres et tentent de graver des croix et des initiales sur l'écorce des arbres de l'endroit avec leurs épées pour montrer qu'ils y ont fait la découverte de la mer.

### Prise de possession et conquête de la mer du Sud

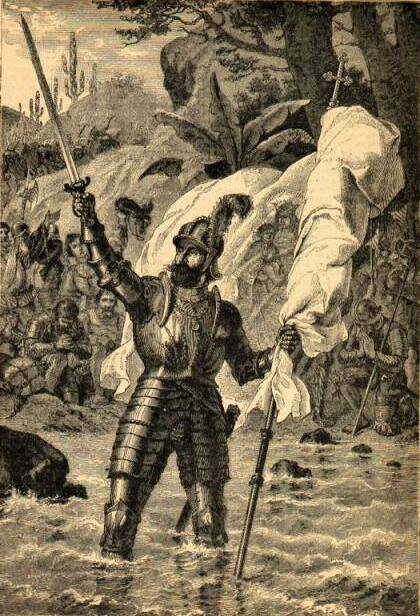
Vasco Núñez de Balboa prend possession de l'océan Pacifique au nom des souverains de Castille

Passé le moment épique de la découverte, l'expédition descend la cordillère en direction de la mer et arrive aux terres du cacique Chiapes, qui la combat brièvement avant d'être vaincu et invité à participer à l'expédition. Trois groupes partent de la comarque de Chiapes à la recherche de chemins menant à la mer ; le groupe dirigé par Alonso Martín arrive sur le rivage deux jours après, embarque dans un canoë et atteste qu'il a navigué pour la première fois sur cette mer. De retour, il en informe Núñez de Balboa, qui part avec 26 hommes. À leur arrivée à la plage, il lève ses mains, l'une armée de son épée et l'autre tenant un drapeau où est peinte la Vierge Marie, s'avance dans la mer jusqu'aux genoux et prend possession de la mer au nom des souverains de Castille.
Après avoir parcouru plus de 110 kilomètres, Núñez de Balboa baptise la baie où il se trouve « baie de San Miguel » parce qu'elle a été découverte le 29 septembre, fête de saint Michel Archange, et la nouvelle mer « mer du Sud », nom donné alors à l'océan Pacifique d'après le chemin suivi par l'expédition pour y arriver. Cet événement est considéré dans l'histoire comme le chapitre le plus important de la conquête après la découverte de l'Amérique.
Núñez de Balboa se propose ensuite de rechercher les comarques riches en or. Il décide ainsi de parcourir les terres des caciques Coquera et Tumaco. Après s'être emparé de leurs richesses en or et en perles, il apprend que les perles abondent dans des îles où règne Terarequí, cacique puissant qui domine cette région. Le conquistador décide de naviguer en canoë vers ces îles, bien que ce soit le mois d'octobre et que les conditions climatiques ne soient pas les meilleures. À peine voit-il les îles qu'il appelle la plus grande « Isla Rica » (littéralement, île Riche, l'actuelle Isla del Rey (« Île du Roi ») et leur ensemble, « archipel des Perles (Las Perlas) », nom qu'il porte encore de nos jours.
En novembre 1513, Núñez de Balboa décide de rentrer à Santa María la Antigua del Darién, mais par une voie différente pour continuer de conquérir des territoires et augmenter son butin. Il traverse les comarques de Teoca, de Pacra, de Bugue Bugue, de Bononaima, de Tubanamá et de Chiorizo et en vainc certaines par la force et les autres par la diplomatie. En décembre, il arrive aux terres du cacique Pocorosa, dans le golfe de San Blas, déjà dans les Antilles, puis se dirige vers les terres de Comagre, où Panquiaco est devenu cacique après que son père est mort de vieillesse.
Núñez de Balboa décide alors de traverser les terres de Ponca et de Careta et finit par arriver à Santa María le 19 janvier 1514 avec un grand butin d'articles de coton, plus de 100 000 castillans d'or, sans compter la montagne de perles ; mais cela ne se compare pas à la découverte d'une nouvelle mer au nom des Espagnols. Il charge Pedro de Arbolancha d'aller annoncer la nouvelle de cette découverte en Espagne et envoie le cinquième des richesses obtenues au roi conformément à la loi.

### Conflits avec Pedrarias
Par suite des accusations de Fernández de Enciso, que Núñez de Balboa a dépouillé du pouvoir, ainsi que de la destitution et de la disparition postérieure de Nicuesa, le roi nomme gouverneur de la nouvelle province de Castille d'Or Pedro Arias De Ávila, mieux connu sous le nom de Pedrarias Dávila, qui va se distinguer par une férocité sanguinaire et remplacer le gouvernorat de Veragua. Lorsque de Arbolancha arrive, les esprits se calment un peu, et les demandes d'hommes que Balboa a soumises au monarque espagnol sont agréées par ce dernier par l'entremise du nouveau gouverneur, qui part avec une expédition de 1 500 hommes et de 17 navires, soit la plus nombreuse et la plus complète qui est partie d'Espagne à destination de l'Amérique.
Dans cette grande expédition, Pedrarias Dávila est accompagné de l’alcalde mayor (es) Gaspar de Espinosa (es), de Fernández de Enciso lui-même, alors en qualité d’alguacil mayor ; du chroniqueur Gonzalo Fernández de Oviedo y Valdés, qui y participe à titre de fonctionnaire royal ; de divers capitaines, dont Juan de Ayora, lieutenant de Pedrarias ; de divers clercs, dont le franciscain Juan de Quevedo, nommé évêque de Santa María ; et de femmes, dont Isabel de Bobadilla, épouse du gouverneur. Plus de cinq cents hommes meurent de faim ou victimes du climat peu après le débarquement au Darién. Fernández de Oviedo écrit que des gentilshommes vêtus de soie et de brocart, qui se sont distingués vaillamment dans les guerres d'Italie, meurent d'inanition, épuisés par la nature de la forêt tropicale.
Balboa reçoit Pedrarias et ses émissaires en juillet 1514 et accepte avec résignation le changement de gouverneur et d’alcalde mayor. Cela cause une certaine colère chez les colons, et certains d'entre eux songent déjà à prendre les armes pour affronter les nouveaux venus, mais Núñez de Balboa présente son respect aux nouveaux émissaires coloniaux.
À la prise de fonctions de Pedrarias, Gaspar de Espinosa incarcère Núñez de Balboa, qui est jugé « par contumace ». Il est condamné à payer des dommages à Fernández de Enciso et à d'autres accusateurs, mais déclaré innocent de la mort de Nicuesa, ce qui entraîne sa libération plus tard.
En raison du surpeuplement de Santa María, Pedrarias demande à divers expéditionnaires de chercher de nouveaux endroits pour s'établir. Núñez de Balboa lui demande à réaliser une expédition au Dabaibe, dans le bassin de l'Atrato, où un temple contiendrait de grandes richesses selon les rumeurs ; mais c'est un échec, et Núñez de Balboa est blessé dans les attaques constantes des autochtones de la région.
Malgré cela, Núñez de Balboa conserve l'ambition de parcourir à nouveau la mer du Sud, de sorte qu'il réussit à obtenir secrètement un contingent d'hommes provenant de Cuba. L'embarcation qui les a amenés mouille aux environs de Santa María, et le responsable en informe Balboa et lui donne 70 Castellans. Pedrarias ne tarde pas à se rendre compte de la présence de l'embarcation et, furieux, incarcère Núñez de Balboa, lui enlève les hommes dont il a besoin et est disposé à enfermer le conquistador dans une cage de bois, mais l'archevêque de Quevedo fait appel à lui pour qu'il n'inflige pas un tel châtiment.
Par chance, à cette époque, la Couronne espagnole a reconnu les grands services rendus par Núñez de Balboa, et le roi le nomme adelantado de la mer du Sud et gouverneur de Panama et de Coiba. De plus, il recommande à Pedrarias de consulter cet homme sur tout sujet concernant la conquête et le gouvernement de la Castille d'Or, ce qui incite Pedrarias à absoudre Núñez de Balboa pour ce qui est de l'arrivée clandestine d'hommes pour sa campagne.

### Déclin et mort

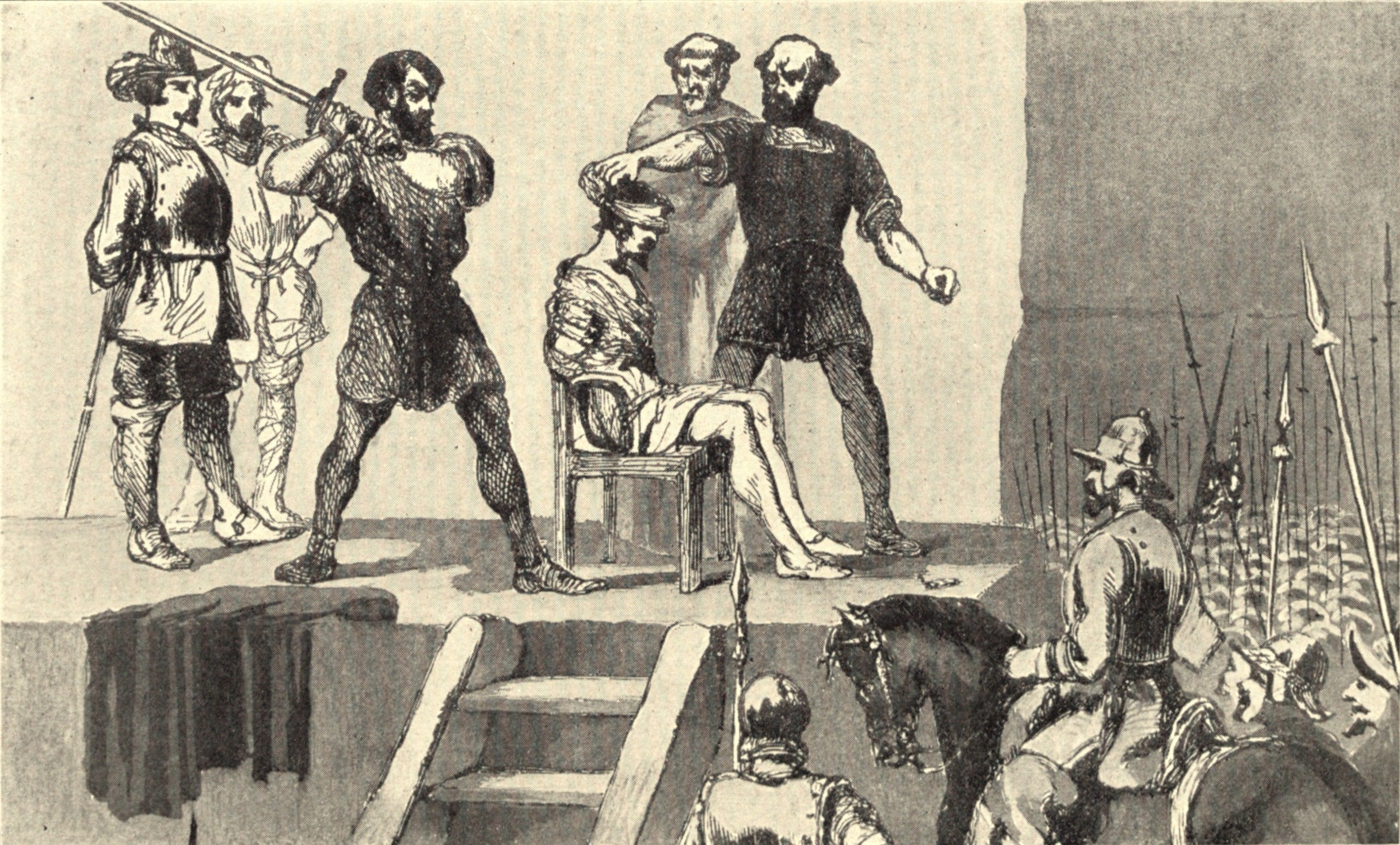
Exécution de Balboa.

À partir de ce moment-là, la rivalité entre Núñez de Balboa et Pedrarias cesse tout d'un coup, en partie à la suite d'une mesure prise par l'archevêque de Quevedo avec Isabel de Bobadilla pour donner en mariage une des filles de Pedrarias, María de Peñalosa, qui se trouve en Espagne, au conquistador. On arrange donc le mariage, et l'archevêque part pour l'Espagne. Les relations amicales avec Pedrarias durent à peine deux ans, et Núñez de Balboa commence à le traiter avec une affection filiale.
Núñez de Balboa veut poursuivre l'exploration de la mer du Sud, mais son beau-père retarde le plus possible son départ. Comme l'opposition à ce projet n'est plus compatible avec la cordialité apparente qui règne entre eux, Pedrarias consent à ce qu'il réalise l'expédition et lui donne licence de poursuivre son exploration pendant un an et demi.
De 1517 à 1518, Núñez de Balboa déménage avec 300 hommes à Acla et réussit à préparer les matériaux pour la construction des navires à l'aide d’autochtones et d'esclaves africains. Il trouve moyen de déménager sur les rives du río Balsas, où il construit quatre navires. Il fait 74 kilomètres sur le Pacifique, parcourant l'archipel des Perles, puis les côtes de Darién jusqu'à Puerto Piñas (port des ananas), lieu où ce fruit est en grande quantité. Pendant ces explorations, il entend parler d'un empire situé au sud et de ses grandes richesses. Il retourne à Acla pour poursuivre la construction de navires plus solides qui permettent d'explorer cet empire aux richesses illimitées.
Cependant, à son retour, Balboa reçoit des lettres cordiales de Pedrarias, qui lui demande de se présenter à lui de toute urgence, et y consent rapidement. À mi-chemin, il rencontre un groupe d'hommes aux ordres de Francisco Pizarro, qui l'arrêtent par ordre du gouverneur. Il est accusé d'être un traître cherchant à usurper le pouvoir aux dépens de Pedrarias et d'essayer de créer un gouvernement distinct dans la mer du Sud. Indigné, Núñez de Balboa réfute cette accusation et demande à être jugé à Hispaniola ou en Espagne ; mais Pedrarias et l'alcade de Espinosa ordonnent que le procès se déroule le plus vite possible, procès qui s'ouvre à la mi-janvier 1519. Núñez de Balboa est condamné par Gaspar de Espinosa à la peine de mort le 15 janvier et doit subir la décapitation avec quatre de ses amis : Fernando de Argüello, Luis Botello, Hernán Muñoz et Andrés Valderrábano, accusés de complicité, dans le village d'Acla pour démontrer que la conspiration s'enracinait dans la colonie.
Núñez de Balboa est conduit à l'échafaud avec ses amis, et le crieur public qui va procéder à l'exécution déclare : « Voici la justice que le roi et son second, Pedro Arias de Ávila, ordonnent de faire contre cet homme, traître et usurpateur des territoires de la Couronne. » Incapable de contenir son indignation, Núñez de Balboa réplique : « Mensonge ! Ce n'est qu'un mensonge ! Je n'ai jamais songé à pareil crime ; j'ai servi le roi loyalement, sans penser à rien d'autre que d'accroître ses territoires. » Pedrarias observe l'exécution, caché derrière une estrade ; un bourreau exécute la peine avec une hache. Les têtes des décapités restent plusieurs jours exposées à la vue des habitants du village. On ignore le sort des restes de Núñez de Balboa, en partie parce que les textes et les chroniques ne précisent pas ce qui est arrivé après son exécution.
C'est en livrant Nuñez de Balboa à la mort que Francisco Pizarro obtint l'appui de Pedrarias pour l'organisation de l'expédition qui l'amena à conquérir le Pérou, et Gaspar de Espinosa fut celui qui parcourut en partie la mer du Sud sur les navires que le conquistador avait fait construire. En 1520, Fernand de Magellan la rebaptisa océan Pacifique en raison de ses eaux apparemment calmes.

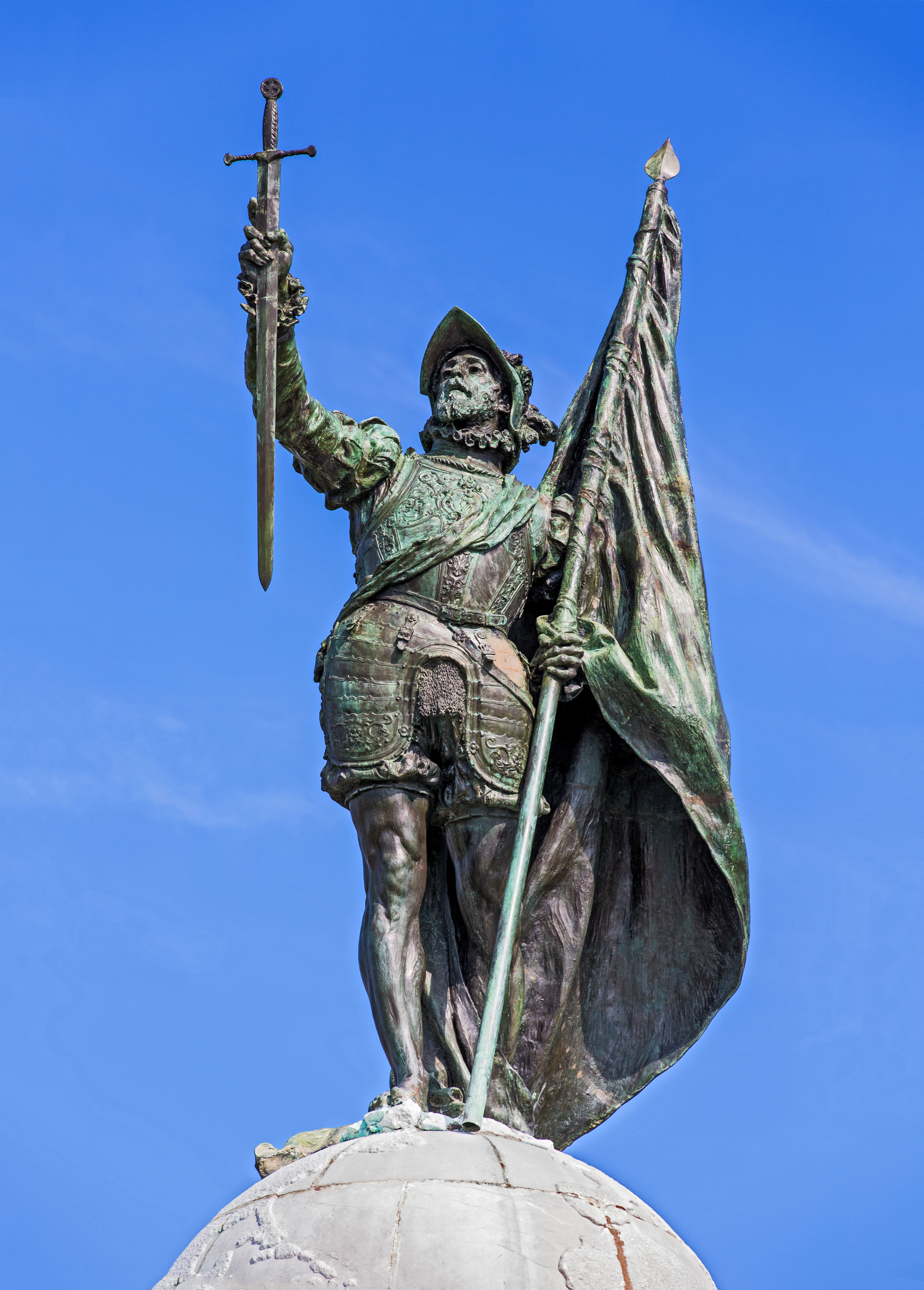
Monument à Vasco Núñez de Balboa érigé à Panama

## Héritage

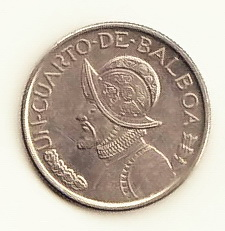
Un cuarto à l'effigie de Balboa.

Au Panama, le nom de Vasco Núñez de Balboa est porté par des parcs et des avenues, et un monument rappelle la prise de possession de la mer du Sud par ce conquistador, le regard tourné vers l'océan Pacifique, dans la capitale. Le pays a donné le nom de balboa (es) à la monnaie nationale, dont quelques pièces portent son visage. Le nom du conquistador désigne aussi l'un des principaux ports du canal de Panama et le district (es) qui englobe l'archipel des perles, lieu qu'il a découvert.
L'ordre suprême que le gouvernement panaméen décerne à des personnages illustres et éminentes du pays et du monde fut créé par la loi 27 du 28 janvier 1933 et appelé l'Ordre de Vasco Núñez de Balboa. Il comprend divers grades. En Espagne, son nom est donné à une rue et à une station de métro souterraine de Madrid, et l'actuelle Cuesta de las Calesas de Cadix s'appelait rue Vasco Núñez de Balboa. À San Diego, en Californie, se trouve un parc Balboa.